# Старкова, Клавдия Борисовна
Старко́ва Кла́вдия Бори́совна (18 (31) января 1915, Петроград — 27 июня 2000) — Советский и российский гебраист. Доктор филологических наук (11.09.1972). Член Российского Палестинского общества при АН СССР с 1960 г. Издано более 30 работ.

## Биография
Родилась 1 февраля 1915 г. в семье петербургских интеллигентов. Её отцом был инженер Борис Владимирович Старков, матерью врач Клавдия Михайловна Старкова. 
В 1933 году Клавдия Борисовна поступила в Ленинградский институт философии, лингвистики и литературы на факультет лингвистики по кафедре семитских языков и литератур. В конце 30-х годов начала работу над диссертацией, посвященной творчеству Йехуды Халеви. Ей были обнаружены неизвестные до этого стихи этого поэта в фондах Государственной публичной библиотеки. Во время блокады Ленинграда, её пришлось пережить зиму 1941 —1942 годов, принимая участие в обороне города. После эвакуации работала в Ташкенском институте востоковедения над описанием арабских рукописей. Там же она защитила кандидатскую диссертацию. В 1948 кафедра семитологии была закрыта и Клавдии Васильевне пришлось работать не по специальности. С началом "оттепели" в 1954 году она было зачислена в штат Ленинградского института Востоковедения. Главным дело её научного творчества становится исследование рукописей Кумрана. Перу Клавдии Борисовны принадлежала первая публикация по теме рукописей мертвого моря в СССР. В 60-е годы она работала над переводом документов Кумрана. После начала антисионистской кампании 1967 года публикация её трудов была задержана на 30 лет.
1979 году была отправлена на пенсию. Скончалась 27 июня 2000 года после тяжелой продолжительной болезни.

## Публикации

#### Отдельные издания
- Старкова К. Б. Воспоминания о прожитом, жизнь и работа семитолога-гебраиста в СССР / Под редакцией В.Л.Вихновича. — СПб.: «Европейский Дом», 2006. — 356 с.

#### Разделы в совместных работах
- Тексты Кумрана. Выпуск второй. Введение, перевод с древнееврейского и арамейского и комментарии А. М. Газова-Гинзберга, М. М. Елизаровой и К. Б. Старковой. — СПб.: Центр «Петербургское Востоковедение», 1996. — 440 с. («Памятники культуры Востока»). ISBN 5-85803-021-1

#### Статьи
- Старкова К. Б. Панегирик в средневековой еврейской поэзии // Советское востоковедение. — IV. М.; Л.: Издательство Академии наук СССР, 1947. — С. 135—156.
- Старкова К. Б. Письмо Иехуды Халеви к Хабибу ал-Махдеви // Советское востоковедение. — VI. М.; Л.: Издательство Академии наук СССР, 1949. — С. 423—437.
- Старкова К. Б. «Устав для всего общества Израиля в конечные дни» // [Православный] Палестинский сборник. Выпуск 4 (67). — М.; Л.: Издательство АН СССР, 1959. — С. 17—72.
- Старкова К. Б. Дополнения к «Уставу» Кумранской общины (Перевод текста и примечания) // [Православный] Палестинский сборник. Выпуск 5 (68). — М.; Л.: Издательство АН СССР, 1960. — С. 22—31.
- Старкова К. Б. Календарь Кумрана и Дамаск // Письменные памятники и проблемы истории культуры народов Востока. Краткое содержание докладов V годичной научной сессии ЛО ИВ АН. Май 1969 года. Л., 1969. — C. 74—76.
- Старкова К. Б. Гебраистика // Азиатский музей — Ленинградское отделение Института востоковедения АН СССР. М.: Наука, ГРВЛ, 1972. — С. 544—559.
- [Православный] Палестинский сборник. Выпуск 24 (87): Старкова К. Б. Литературные памятники кумранской общины / Редколлегия: Б. Б. Пиотровский (главный редактор) и другие. — Л.: Наука, Ленинградское отделение, 1973. 136 с.
- Старкова К. Б. Кумранская община и внешний мир // [Православный] Палестинский сборник. Выпуск 25 (88): Культура Ближнего Востока древнего и раннесредневекового времени. — Л.: Наука, Ленинградское отделение, 1974. — С. 67—72.
- Старкова К. Б. Рукописи коллекции Фирковича Государственной Публичной библиотеки им. М. Е. Салтыкова-Щедрина // Письменные памятники Востока. Историко-филологические исследования. Ежегодник 1970. — М.: Наука, ГРВЛ, 1974. — С. 165—192.
- Старкова К. Б. Шифрованные астрологические документы из окрестностей Хирбет-Кумрана (4Q Crypt) // [Православный] Палестинский сборник. Выпуск 26 (89): Филология и история. — Л.: Наука, Ленинградское отделение, 1978. — С. 124—132.
- Старкова К. Б. Употребление предлога ‘im в «Благодарственных гимнах» и «Уставе» Кумранской общины // Переднеазиатский сборник. III. История и филология стран Древнего Востока. — М.: Наука, ГРВЛ, 1979. — С. 208—211.
- Старкова К. Б. Фрагменты «Плача» из 4-й пещеры Хирбет-Кумрана (4Q 179) // [Православный] Палестинский сборник. Выпуск 27 (90): История и филология. — Л.: Наука, Ленинградское отделение, 1981. — С. 57—62.
- Старкова К. Б. Аравия. Материалы по истории открытия // [Православный] Палестинский сборник. Выпуск 28 (91): История и культура Ближнего Востока древнего и раннесредневекового времени. — Л.: Наука, Ленинградское отделение, 1986. — С. 221—222.
- Старкова К. Б. «Странствие Авраама» (1Q Gen Ар XXI, 8–20) // [Православный] Палестинский сборник. Выпуск 28 (91): История и культура Ближнего Востока древнего и раннесредневекового времени. — Л.: Наука, Ленинградское отделение, 1986. — С. 69—73.
- Старкова К. Б. Слова Светильные (4Q Dib Ham) // [Православный] Палестинский сборник. Выпуск 29 (92): История и филология. — Л.: Наука, Ленинградское отделение, 1987. — C. 13—21.
- Старкова К. Б. Понятие «тайна» в кумранских текстах // Православный Палестинский сборник. Выпуск 35 (98): Сборник памяти Н. В. Пигулевской. — СПб.: Дмитрий Буланин, 1998. — С. 9—13.